# Esqui alpino nos Jogos Olímpicos de Inverno de 2006 - Super-G masculino
A competição de super-G masculino nos Jogos Olímpicos de Inverno de 2006 aconteceu no dia 18 de fevereiro.

## Medalhistas
| Ouro   | NOR Kjetil André Aamodt |
| Prata  | AUT Hermann Maier       |
| Bronze | SUI Ambrosi Hoffmann    |

## Resultados
| #    | Esquiador                  | Tempo   | Diferença |
| ---- | -------------------------- | ------- | --------- |
|      | NOR Kjetil André Aamodt    | 1:30.65 | –         |
|      | AUT Hermann Maier          | 1:30.78 | +0.13     |
|      | SUI Ambrosi Hoffmann       | 1:30.98 | +0.33     |
| 4    | CAN Erik Guay              | 1:31.08 | +0.43     |
| 5    | NOR Aksel Lund Svindal     | 1:31.10 | +0.45     |
| 6    | LIE Marco Büchel           | 1:31.22 | +0.57     |
| 7    | USA Scott Macartney        | 1:31.23 | +0.58     |
| 8    | CAN François Bourque       | 1:31.27 | +0.62     |
| 8    | USA Daron Rahlves          | 1:31.37 | +0.72     |
| 10   | AUT Hannes Reichelt        | 1:31.39 | +0.74     |
| 11   | FRA Antoine Dénériaz       | 1:31.49 | +0.84     |
| 12   | SUI Didier Cuche           | 1:31.50 | +0.85     |
| 13   | ITA Peter Fill             | 1:31.54 | +0.89     |
| 14   | NOR Lasse Kjus             | 1:31.79 | +1.14     |
| 15   | SLO Andrej Šporn           | 1:31.84 | +1.19     |
| 16   | SUI Didier Défago          | 1:31.90 | +1.25     |
| 17   | ITA Patrick Staudacher     | 1:31.91 | +1.26     |
| 18   | SUI Bruno Kernen           | 1:31.95 | +1.30     |
| 19   | AUT Christoph Gruber       | 1:32.00 | +1.35     |
| 20   | CAN Manuel Osborne-Paradis | 1:32.02 | +1.37     |
| 21   | AUT Benjamin Raich         | 1:32.05 | +1.40     |
| 22 = | CAN John Kucera            | 1:32.10 | +1.45     |
| 22 = | GBR Finlay Mickel          | 1:32.10 | +1.45     |
| 24 = | SWE Patrik Järbyn          | 1:32.21 | +1.56     |
| 24 = | FRA Yannick Bertrand       | 1:32.21 | +1.56     |
| 26   | NOR Bjarne Solbakken       | 1:32.90 | +2.25     |
| 27   | RUS Konstantin Sats        | 1:33.14 | +2.49     |
| 28   | SLO Andrej Jerman          | 1:33.20 | +2.55     |
| 29 = | RUS Pavel Chestakov        | 1:33.48 | +2.83     |
| 29 = | ITA Massimiliano Blardone  | 1:33.48 | +2.83     |
| 31   | CRO Ivica Kostelić         | 1:33.53 | +2.88     |
| 32   | CZE Petr Záhrobský         | 1:33.70 | +3.05     |
| 33   | SLO Aleš Gorza             | 1:33.77 | +3.12     |
| 34   | CZE Kryštof Krýzl          | 1:34.20 | +3.55     |
| 35   | CRO Natko Zrnčić -Dim      | 1:34.49 | +3.84     |
| 36   | CRO Ivan Ratkić            | 1:34.77 | +4.12     |
| 37   | GBR Roger Cruickshank      | 1:34.87 | +4.22     |
| 38   | CZE Martin Vráblík         | 1:34.90 | +4.25     |
| 39   | FRA Gauthier de Tessières  | 1:34.94 | +4.29     |
| 40   | SVK Jaroslav Babušiak      | 1:35.41 | +4.76     |
| 41   | RUS Alexandr Horoshilov    | 1:35.51 | +4.86     |
| 42   | RUS Anton Konovalov        | 1:35.72 | +5.07     |
| 43   | USA Steve Nyman            | 1:36.22 | +5.57     |
| 44   | CHI Duncan Grob            | 1:36.24 | +5.59     |
| 45   | POL Michał Kałwa           | 1:36.25 | +5.60     |
| 46   | SVK Ivan Heimschild        | 1:36.58 | +5.93     |
| 47   | CHI Maui Gayme             | 1:36.85 | +6.20     |
| 48   | MON Olivier Jenot          | 1:37.03 | +6.38     |
| 49   | CRO Ivan Olivari           | 1:37.43 | +6.78     |
| 50   | RSA Alexander Heath        | 1:37.77 | +7.12     |
| 51   | TJK Andrei Drygin          | 1:37.85 | +7.20     |
| 52   | LAT Ivars Ciaguns          | 1:38.18 | +7.53     |
| 53   | UKR Nikolay Skriabin       | 1:38.86 | +8.21     |
| 54   | CHI Mikael Gayme           | 1:39.68 | +9.03     |
| 55   | SEN Leyti Seck             | 1:42.87 | +12.22    |
| 56   | ALB Erjon Tola             | 1:44.27 | +13.62    |
| –    | AUS AJ Bear                | DNF     | DNF       |
| –    | FRA Pierre-Emmanuel Dalcin | DNF     | DNF       |
| –    | USA Bode Miller            | DNF     | DNF       |
| –    | LIE Claudio Sprecher       | DNF     | DNF       |
| –    | CZE Ondřej Bank            | DNF     | DNF       |
| –    | AND Alex Antor             | DNF     | DNF       |
| –    | BRA Nikolai Hentsch        | DNF     | DNF       |

Legenda
| Recorde mundial      | Recorde mundial (World record)               |                       | Recorde africano                      | Recorde africano (African) |                                           | Q | Classificado por posição (Qualified) |
| Recorde olímpico     | Recorde olímpico (Olympic record)            | Recorde da América    | Recorde da América (Americas)         | q                          | Classificado por melhor tempo (Qualified) |   |                                      |
| Melhor marca do ano  | Melhor marca do ano (World leading)          | Recorde asiático      | Recorde asiático (Asian)              | DNS                        | Não largou (Did not start)                |   |                                      |
| Recorde nacional     | Recorde nacional (National record)           | Recorde europeu       | Recorde europeu (European)            | DNF                        | Não terminou (Did not finish)             |   |                                      |
| Recorde pessoal      | Recorde pessoal do atleta (Personal best)    | Recorde da Oceania    | Recorde da Oceania (Oceania)          | DSQ / DQ                   | Desclassificado (Disqualified)            |   |                                      |
| Recorde da temporada | Recorde da temporada do atleta (Season best) | Recorde sul-americano | Recorde sul-americano (South America) | NM                         | Sem marca (No mark)                       |   |                                      |